# Большая Горевка
Большая Горевка — река в России, протекает по Троицко-Печорскому району Республики Коми. Длина реки составляет 36 км, площадь водосборного бассейна — 300 км².
Начинается и протекает в елово-берёзовом лесу на территории Печоро-Илычского заповедника. Направление течения — западное. Устье реки находится в 1510 км по правому берегу реки Печора в нескольких километрах выше посёлка Якша.
Основной приток — Горевка-Сотчемвож, впадает справа.

## Данные водного реестра
По данным государственного водного реестра России относится к Двинско-Печорскому бассейновому округу, водохозяйственный участок реки — Печора от истока до водомерного поста у посёлка Шердино, речной подбассейн реки — Бассейны притоков Печоры до впадения Усы. Речной бассейн реки — Печора.
Код объекта в государственном водном реестре — 03050100112103000058129.